# アニェス・ソレル

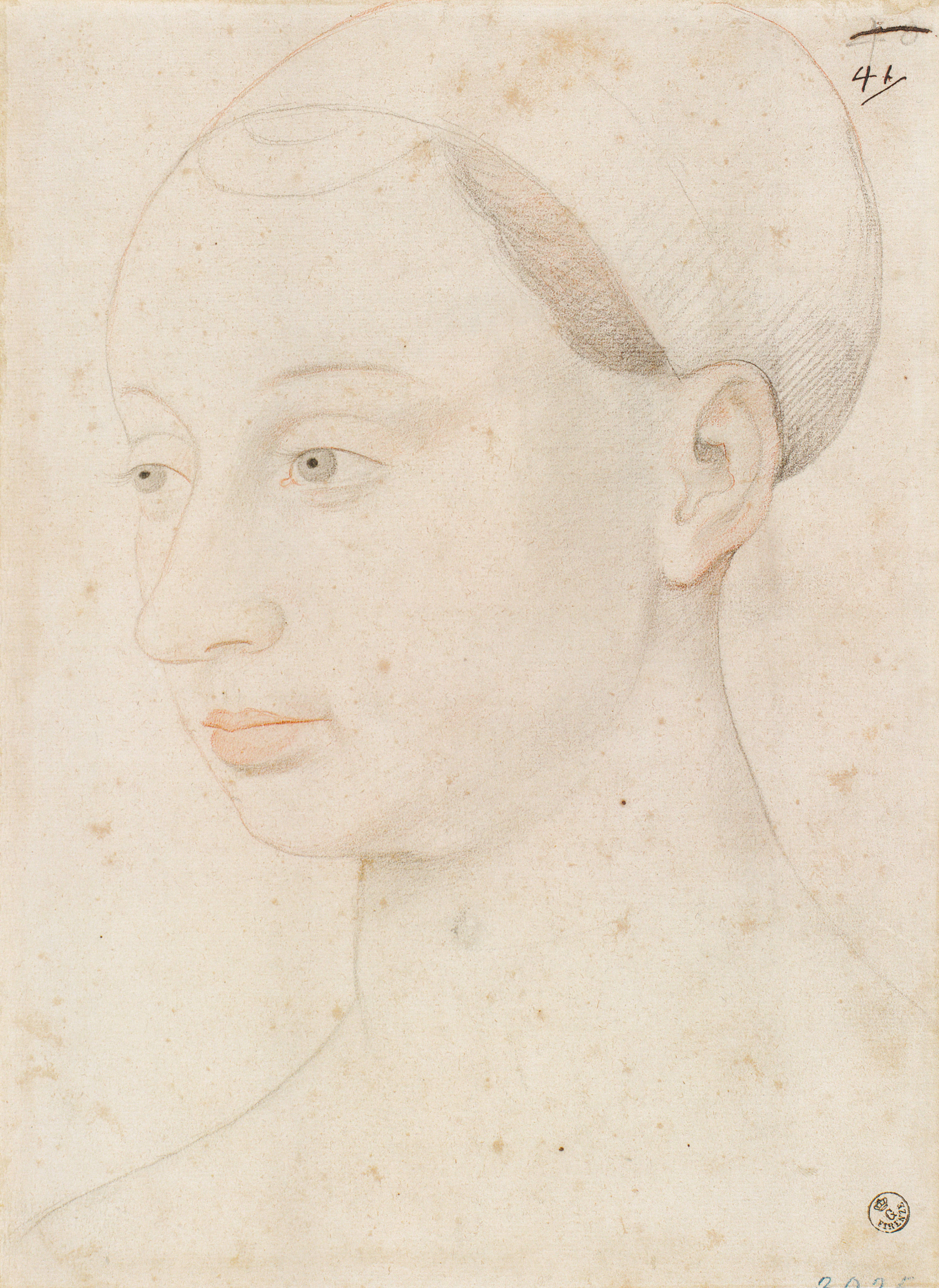
アニェス・ソレル

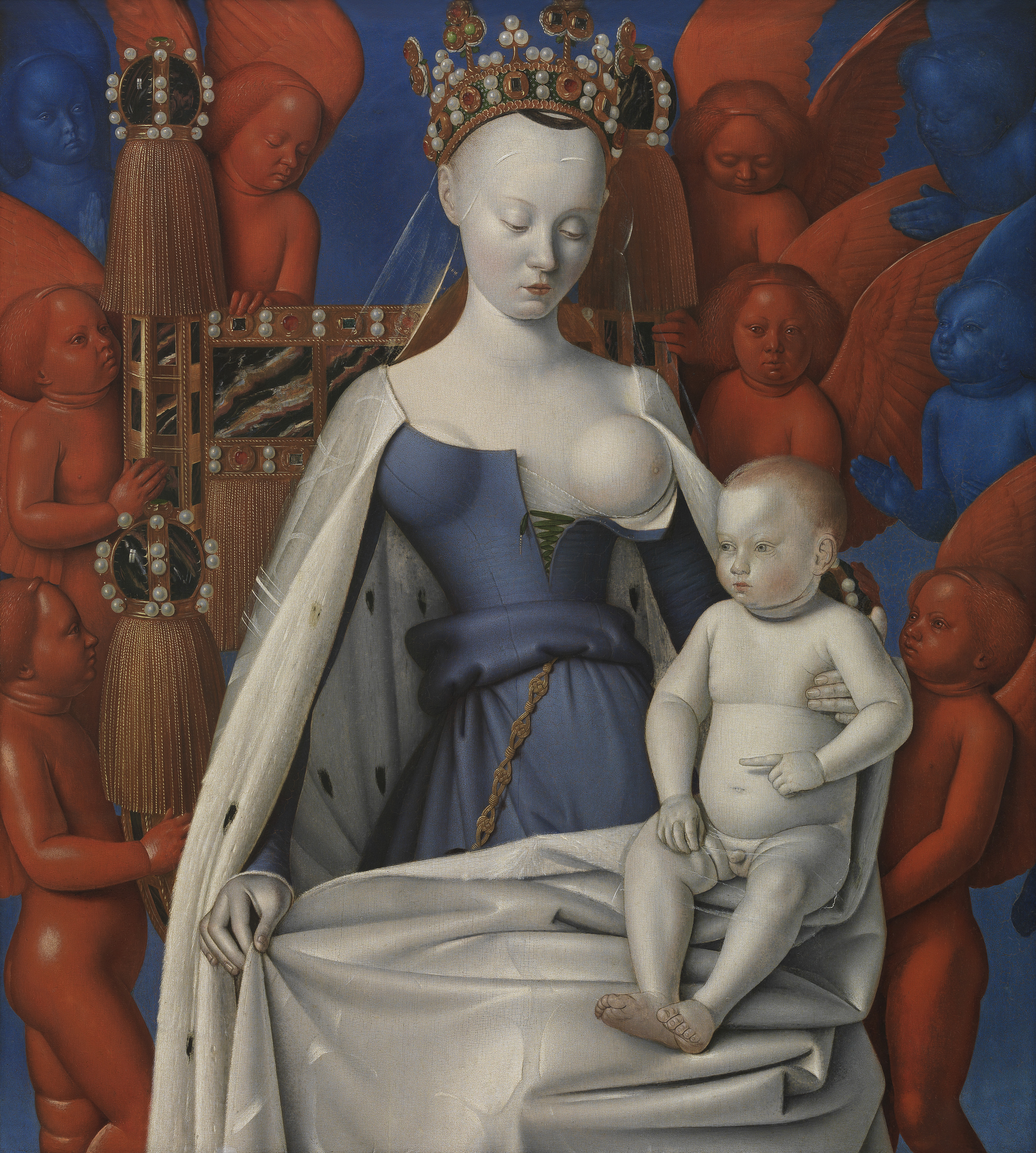
アニェスがモデルといわれている『天使たちに囲まれた聖母子』 ジャン・フーケ画 (1450年頃)

アニェス・ソレル（Agnès Sorel, 1421年 - 1450年2月9日）は、フランス王シャルル7世の愛妾。シャルル7世はアニェスのためにヨーロッパで初の公妾（公式愛妾）の地位を設けた。それまで男性にのみ使われていた宝石ダイヤモンドを女性としてはじめて身につけた人物でもある。

## 生涯
前半生についての詳細は不詳。一兵士ジャン・ソレルの娘として生まれた。シャルル7世に紹介されたとき、アニェスは20歳だった。当時、アニェスはシャルル7世の義弟ナポリ王ルネ・ダンジューの妻イザベル・ド・ロレーヌに侍女として仕え、家政を担当していた。その時代の絵画に反映されているように、彼女はとびきりの美女で、ずば抜けて知的であった。シャルル7世は瞬く間に彼女に魅せられ、アニェスに私邸としてロシュ城を与え自分の愛妾とした。
すぐに、彼女の存在はシノンの宮廷で知られるようになった。シャルル7世の王妃マリー・ダンジューはアニュスの美貌故の魅力を認めており、アニュスもまた王妃を尊重したために不仲ではなかったが、彼女は王に対し強い影響力を持ち、その贅沢好みが加わり宮廷内に多くの敵をつくった。
アニェスはシャルル7世との間にマリー、シャルロット、ジャンヌの3女を生んだ。彼女は第4子を妊娠中に1450年のジュミエージュ遠征に赴くシャルル7世に同行したが、急病に倒れて2月9日に死亡。死因は当時は赤痢とされたが、現在の研究者は水銀中毒であると結論づけている。水銀は当時虫下しとして用いられたが、殺人の可能性もある。
シャルル7世の嫡子で、後のルイ11世は、アニェスの死の4年前に父に対して反乱を起こしていた。愛妾の影響下にある父を救うため、アニェスを除いたと推測できる。また、財務官で大臣を務める貴族ジャック・クールもアニェス毒殺犯と推測されたが、これは宮廷からクールを追放するために流された噂と考えられている。2005年、フランスの化学者フィリップ・シャルリエはアニェスの遺体を調査し、死因は水銀中毒であると断定したが、殺人か否かについては意見を述べていない。15世紀、水銀は化粧品に配合されることがあり、これが彼女の死につながった可能性もあるからである。

## 芸術の中のアニェス・ソレル
- 15世紀の画家ジャン・フーケの描いた聖母子像のモデルとなった。
- ピョートル・チャイコフスキー作曲のオペラ『オルレアンの少女』
- ツェーザリ・キュイ作曲のオペラ『サラセン』
- ジャン・アヌイ作の戯曲『ひばり』

## 子女
- マリー（1444年 - 1473年） - 1458年、タイユブール伯オリヴィエ・ド・コーティヴィと結婚
- シャルロット（1446年  - 1477年） - 1462年、モレヴリエ伯ジャック・ド・ブレゼ（ピエール・ド・ブレゼの子）と結婚
- ジャンヌ（1448年 - 1467年） - 1461年、サンセール伯アントワーヌ・ド・ビュエイユと結婚